# Sosemvolt király bánata
A Sosemvolt király bánata 1962-ben bemutatott magyar bábfilm, amely Móra Ferenc című meséje alapján készült. Az animációs játékfilm írója és rendezője Imre István, zeneszerzője Petrovics Emil. A mozifilm a Pannónia Filmstúdió gyártásában készült, a MOKÉP forgalmazásában jelent meg.

## Alkotók
- Elmondta: Sinkovits Imre
- Írta és rendezte: Imre István
- Zeneszerző: Petrovics Emil
- Operatőr: Jávorszky László
- Hangmérnök: Császár Miklós
- Vágó: Czipauer János
- Bábtervező: Foky Ottó
- Díszlettervező: Magyarkúti Béla
- Makett: Gattyán György
- Munkatársak: Halágyik József, Lambig Antal, Márta Mihály
- Színes technika: Boros Magda, Dobrányi Géza
- Gyártásvezető: Bártfai Miklós

Készítette a Pannónia Filmstúdió.